# Трембита (фабрика музыкальных инструментов)
Львовская фабрика музыкальных инструментов «Трембита» — промышленное предприятие, открытое в 1945 году во Львове (УССР). Адрес: 79035, Львов, ул. Пасечная, 129.
С 1960 года фабрика получила название «Львовская исследовательско-экспериментальная фабрика музыкальных инструментов». В 1988 году переименована в фабрику «Трембита» С этих пор она изменяла форму собственности, в 1992 г. — это арендное предприятие, а с 1994 г. — закрытое акционерное общество «Трембита».
Сначала фабрика производила гитары и мандолины для массового и для индивидуального использования музыкантами. Львовские гитары систематически представлялись на выставках в Польше, РСФСР, на Международной музыкальной ярмарке в Киеве.
Кроме производства гитар, «Трембита» стала единственным на Украине производителем народных музыкальных инструментов. Ныне фабрика производит бандуры по технологии и конструкции В.Герасименко (киевского и харьковского типа, с переключателями, а также для подростков).
В 2003 — фабрика расширила ассортименты народных инструментов: шестиструнная кобза «Прима», кобза «Альт», домра, русский национальный инструмент балалайка, греческий инструмент бузуки.